# Cătălin Tiuch
Cătălin Tiuch (n. 1 noiembrie 1978

) este un deputat român, ales în 2012 din partea Partidului Social Democrat.